# Lontra (genere)
Le lontre del Nuovo Mondo o lontre americane (Lontra Gray, 1843) sono un genere di carnivori mustelidi della sottofamiglia delle lontre (Lutrinae). Le quattro specie di questo genere vivono nel continente americano.

## Descrizione
Le lontre del Nuovo Mondo sono simili alla lontra comune e crescono fino a raggiungere dimensioni simili. Tuttavia, differiscono da essa in alcune caratteristiche, come la struttura del cranio e dei denti. La loro pelliccia folta e idrorepellente è di colore marrone sulle parti superiori, mentre quelle inferiori sono marrone chiaro o grigiastro. Il muso e la gola possono essere di colore bianco o grigio chiaro. Come tutte le lontre, hanno un corpo allungato e cilindrico. Le zampe sono corte, le dita dei piedi hanno artigli forti e i piedi sono palmati. La coda è lunga e muscolosa. La testa è arrotondata e ha un muso smussato, le orecchie sono piccole e, come le narici, possono chiudersi durante le immersioni. Le lontre del Nuovo Mondo presentano una lunghezza testa-tronco di 46-82 centimetri e una lunghezza della coda di 30-57 centimetri. Il peso varia tra 3 e 15 chilogrammi, con i maschi che diventano significativamente più pesanti delle femmine.

## Distribuzione e habitat

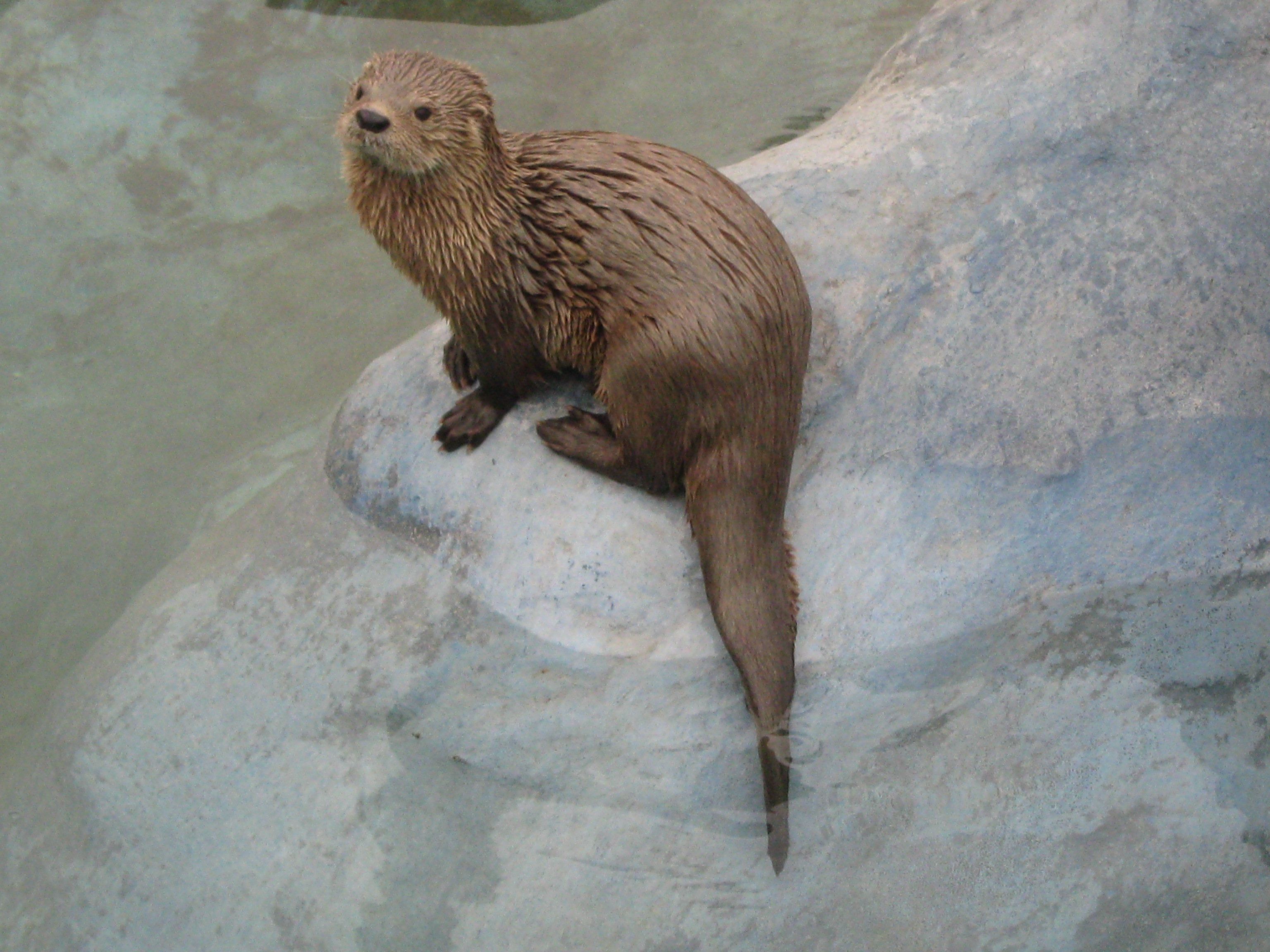
Lontra costiera.

Le lontre del Nuovo Mondo sono diffuse in quasi tutto il continente americano: il loro areale si estende dall'Alaska alla Terra del Fuoco. Popolano un'ampia gamma di habitat, ma si trovano sempre vicino all'acqua. Vivono lungo le acque dolci come fiumi e laghi, nelle zone paludose, nelle zone delle foci dei fiumi e anche lungo le coste del mare. Una specie in particolare, la lontra costiera, vive esclusivamente nelle regioni costiere, mentre le altre specie sono meno esigenti riguardo alla scelta dell'habitat.

## Biologia

### Comportamento

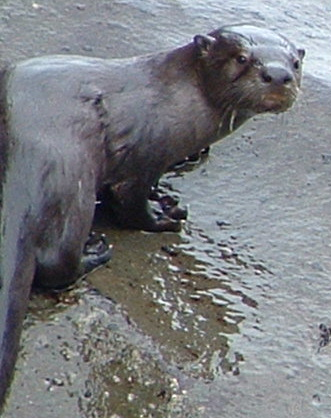
Lontra canadese nel parco nazionale di Olympic.

Le lontre del Nuovo Mondo hanno abitudini prevalentemente crepuscolari e notturne, ma a volte vanno anche in cerca di cibo durante il giorno. Utilizzano tane scavate da loro stesse o abbandonate da altri animali, e sulla costa usano anche anfratti e piccole grotte. Sono ottime nuotatrici e subacquee che possono rimanere sott'acqua fino a 8 minuti, ma si muovono rapidamente e con abilità anche a terra.
Le lontre del Nuovo Mondo sono prevalentemente solitarie: l'unico rapporto duraturo è quello che lega le femmine ai loro piccoli. Sono animali territoriali e i loro territori possono coprire dai 10 agli 80 chilometri lungo uno specchio d'acqua. I confini dei territori vengono contrassegnati con urina, feci o con la secrezione delle loro ghiandole anali. Sebbene i territori possano sovrapporsi anche per lunghi tratti, gli animali si evitano a vicenda e reagiscono in modo aggressivo nei confronti delle altre specie.

### Alimentazione
Le lontre del Nuovo Mondo si nutrono principalmente di animali acquatici come pesci, anfibi, tartarughe e altri rettili e crostacei. A volte mangiano anche uccelli e le loro uova, piccoli mammiferi o insetti. Hanno un metabolismo molto alto e hanno bisogno di molto cibo da mangiare.

### Riproduzione
Dopo un periodo di gestazione di circa 60-63 giorni, la femmina partorisce in media da due a tre piccoli. Nel nord del loro areale, invece, l'impianto dell'ovulo è ritardato, cosicché possono trascorrere diversi mesi tra l'accoppiamento e la nascita. I neonati vengono allevati in una tana o in un rifugio naturale, che lasciano per la prima volta a due mesi. Sono svezzati dopo cinque o sei mesi e lasciano la madre poco prima della nascita della prole successiva. La maturità sessuale sopraggiunge intorno ai due anni. L'aspettativa di vita in natura può essere di 14 anni, in cattività anche di 25 anni.

## Rapporti con l'uomo
I Nativi americani davano la caccia alle lontre per la loro pelliccia, ma questi animali giocavano anche un ruolo importante nella mitologia di alcuni popoli, che si rifletteva, ad esempio, nei vari «Clan della Lontra». Oggi le popolazioni di questi animali sono sempre più minacciate a causa del disboscamento, dell'imbrigliamento dei fiumi e dell'inquinamento delle acque. La caccia per la loro pelliccia costituisce un altro pericolo: migliaia di lontre vengono ancora cacciate per questo scopo. In alcune parti del loro areale sono diventate molto rare; due specie vengono classificate «in pericolo» (Endangered) dalla IUCN.

## Tassonomia
Il genere comprende quattro specie:
- Lontra canadensis (von Schreber, 1776) - lontra canadese; era originariamente distribuita in quasi tutta l'Alaska, il Canada e gli Stati Uniti; tuttavia, a causa della caccia e della distruzione dell'habitat, è scomparsa o divenuta rara nelle regioni orientali, centrali e meridionali degli Stati Uniti. Vive sia lungo le regioni costiere che nelle zone interne, anche in acque di alta montagna.
- Lontra longicaudis (Olfers, 1818) - lontra neotropicale; è diffusa dal Messico all'Uruguay e all'Argentina centrale. Vive lungo fiumi e laghi, ma anche nelle risaie e in altre aree agricole ed è divenuta rara a causa della distruzione dell'habitat e dell'inquinamento delle acque.
- Lontra provocax (O. Thomas, 1908) - lontra australe; vive nel Cile centrale e meridionale e in Argentina. A causa della caccia e della distruzione dell'habitat, è ormai presente in numero consistente solo nella parte meridionale dell'areale originario, intorno all'isola della Terra del Fuoco, e la IUCN la classifica come «specie in pericolo» (Endangered).
- Lontra felina (G. I. Molina, 1782) - lontra costiera; un tempo abitava l'intera regione costiera del Pacifico dal Perù meridionale al Cile e dall'estremità meridionale dell'Argentina all'Atlantico. Attualmente la popolazione più numerosa si trova sull'isola cilena di Chiloé. È stata introdotta nelle isole Falkland.